# Comiskey Park
Le Comiskey Park était un stade de baseball situé à Chicago, dans l'État de l'Illinois, aux États-Unis. Il se trouvait au 324 West 35th Street, dans le secteur communautaire d'Armour Square, à quelques kilomètres au sud du secteur financier du Loop. Il fut remplacé par l'actuel Guaranteed Rate Field (anciennement U.S. Cellular Field).

## Histoire
Charles Comiskey cherche, depuis 1903 à installer ses White Sox de Chicago dans une enceinte moderne. En 1909, il fait enfin l'acquisition d'un vaste terrain propice à son projet. Comiskey dépense 100 000 dollars pour l'achat du terrain et 500 000 dollars pour bâtir son stade qui est inauguré le 1er juillet 1910 sous le nom de « White Sox Park » devant 30 000 spectateurs. Comiskey Park offre alors un standing inédit, valant rapidement au stade d'être surnommé « The Baseball Palace of the World ».
Le stade est agrandi en 1927 par l'ajout d'un étage des bleachers puis connait une première rénovation en 1941 avant l'ajout de loges durant les années 1980. Les structures anciennes du stade sont trop fragiles pour ces différents ajouts et la mise en chantier du New Comiskey Park devient impérative.
En 1969, Comiskey Park est équipé de la première pelouse artificielle de la Ligue américaine. Toutefois, en 1975, Bill Veeck, nouveau propriétaire des White Sox fit remettre de la pelouse naturelle. On joua ainsi un temps avec de la pelouse naturelle en champ extérieur et de la pelouse artificielle en champ intérieur.

## Événements
- World Series, 1917, 1918, 1919 et 1959
- Match des étoiles de la Ligue majeure de baseball 1933, 6 juillet 1933
- Match des étoiles de la Ligue majeure de baseball 1950, 11 juillet 1950
- Match des étoiles de la Ligue majeure de baseball 1983, 6 juillet 1983
- Concerts de The Jacksons les 12, 13 et 14 octobre 1984 dans le cadre de leur Victory Tour (120.000 spectateurs).

## Apparition au cinéma
Dans le film Ta mère ou moi (1991), Danny (John Candy) et Theresa (Ally Sheedy) pique-niquent sur la pelouse du stade grâce à la complicité du régisseur. La scène dure 4 minutes, et on peut voir le régisseur allumer les panneaux géants et déclencher un feu d'artifice sur le stade. Danny regrette à plusieurs reprises que le stade soit prochainement démoli. On aperçoit aussi un plan de l'extérieur du stade avec une vue sur le Guaranteed Rate Field de l'autre côté de la rue.